# Le petit déjeuner est servi
Pour plus de détails, voir Fiche technique et Distribution.
Le petit déjeuner est servi (Three for Breakfast) est un dessin animé de la série des Donald Duck produit par Walt Disney pour Buena Vista Pictures et RKO Radio Pictures, sorti le 5 novembre 1948.

## Synopsis
C'est le matin, Tic et Tac se réveillent encore sur leurs noisettes. Comme ils ont élu domicile dans la cheminée de la cuisine de Donald, ils peuvent sentir les délicieux cookies que celui-ci est en train de préparer...

## Fiche technique
- Titre original : Three for Breakfast
- Titre français :Le petit déjeuner est servi
- Série : Donald Duck
- Réalisateur : Jack Hannah
- Scénario : Nick George
- Animateur : Bob Carlson, Bill Justice, Volus Jones, Dan McManus
- Layout : Yale Gracey
- Background : Thelma Witmer
- Musique : Oliver Wallace
- Voix : Clarence Nash (Donald), James MacDonald (Tic), Dessie Flynn (Tac)
- Producteur : Walt Disney
- Société de production : Walt Disney Productions
- Distributeur : Buena Vista Pictures et RKO Radio Pictures
- Date de sortie : 5 novembre 1948[1]
- Format d'image : couleur (Technicolor)
- Son : Mono (RCA Photophone)
- Durée : 6 min
- Langue : (en)
- Pays :  États-Unis

## Voix françaises
- Sylvain Caruso : Donald Duck
- Béatrice Belthoise : Tic
- Philippe Videcoq : Tac

## Titre en différentes langues
D'après IMDb :
- Espagne : Desayuno para tres
- Finlande : Aamiainen kolmelle
- Suède : Kalle Anka och pannkakstjuvarna, Piff och Puff på frukost, Snyltgäster hos Kalle Anka